# Florida (miasto)

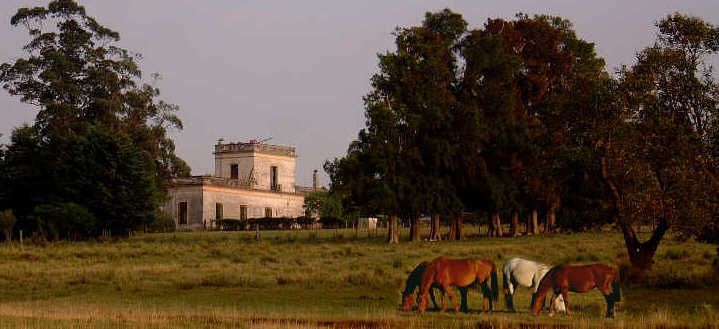
Estancia w pobliżu miasta

Florida − miasto w Urugwaju, stolica departamentu Florida. Leży na drodze krajowej Ruta 5 około 90 kilometrów (56 mil) na północ od Montevideo.
Miasto założone zostało 24 kwietnia 1809 roku przez Santiago Figueredo. Początkowa nazwa brzmiała: San Fernando de la Florida Blanca.
W mieście rozwinął się przemysł włókienniczy, drzewny oraz odzieżowy.

## Ludność
W 2004 roku Florida miała 32 128 mieszkańców.
| Rok  | Populacja |
| ---- | --------- |
| 1963 | 20 983    |
| 1975 | 25 374    |
| 1985 | 28 443    |
| 1996 | 31 594    |
| 2004 | 32 128    |

Źródło: Instituto Nacional de Estadística de Uruguay.